# Пожар (филм)
„Пожар“ (на японски: 炎上, буквално „възпламеняване“) е японски филм от 1958 година, драма на режисьора Кон Ичикава по негов сценарий в съавторство с Кейджи Хасебе и Нато Вада, базиран на романа на Юкио Мишима „Златният храм“. Главните роли се изпълняват от Раидзо Ичикава, Ганджиро Накамура и Тацуя Накадаи.

## Сюжет
Сюжетът на филма и на романа на Мишима е художествена интерпретация на действителен случай, при който през 1950 година млад будистки монах подпалва известния Златен павилион на храма „Кинкаку-джи“ в Киото. Композицията на филма включва поредица от ретроспекции, описващи историята на главния герой, който в началната сцена е разпитван от следователи като заподозрян за палежа.
Главният герой на филма е Гоичи (в ролята – Раидзо Ичикава), притеснителен заекващ младеж, изпълнен с религиозен идеализъм, който пристига като ученик в един от най-известните будистки храмове на Япония. Гоичи преживява тежко детство – израснал по време на Втората световна война, той се сблъсква с изневерите на майка си, в резултат на които слабохарактерният му баща, провинциален будистки свещеник, заболява и умира. Преди това баща му му предава идеализираните си представи за храма на Златния павилион в Киото, ръководен от Таяма Досен (Ганджиро Накамура), негов приятел от младежките години.
След смъртта на баща си Гоичи пристига в Киото с дадено му от него препоръчително писмо и е приет от Таяма за ученик в храма. Малко по-късно той е посетен от майка си, която настоява да упорства в работата си, за да стане един ден ръководител на храма. Впечатлен от религиозното усърдие на Гоичи, Таяма също проявява особено внимание към него, заплаща за продължаването на образованието му и подсказва, че го разглежда като свой възможен наследник, което предизвиква завистта към Гоичи на други монаси в храма.
Самият Гоичи обаче започва постепенно да се разочарова от своя учител – след първото впечатление на религиозна благочестивост започва да се натрапва и меркантилността на Таяма, който управлява храма – известна в цяла Япония историческа забележителност – като туристическа атракция. Гоичи е шокиран и от недискретната му връзка с местна гейша. Особено възмутен е от вулгарното поведение на американските туристи в храма, като в един инцидент блъска по стълбите на Златния павилион бременната приятелка на американски войник, която помята.
Със средства на Таяма Гоичи посещава лекции извън храма, където се запознава с Тогари (Тацуя Накадаи), циничен осакатен негов състудент. Неочаквано двамата се сприятеляват, но Гоичи е силно объркан както от нихилистичните възгледи на Тогари за света, така и от способността му да съблазнява различни жени, използвайки физическия си недъг.
Изпадайки във все по-тежка психологическа криза, една нощ Гоичи подпалва Златния павилион. По време на следствието той не успява да формулира конкретна причина за действието си. Палежът се превръща в начин да изрази разочарованието и гнева си към света, драстично разминаващ се с идеалистичните му представи.
Гоичи се отнася с безразличие към следствието и осъжданията на майка си и се самоубива, преди да бъде изпратен в затвора.